# Corentin Louis Kervran
Corentin Louis Kervran (Quimper, 3 maart 1901 – Quimperlé, 2 februari 1983) was een Frans wetenschapper.

## Biografie
Kervran haalde in 1925 zijn ingenieursdiploma. In de Tweede Wereldoorlog zat hij in het Franse verzet.
Kervran stelde dat nucleaire transmutatie voorkomt in levende organismen, een fenomeen dat hij "biologische transmutatie" noemde, ook wel "biotransmutatie" genoemd. Deze transmutaties zijn niet mogelijk volgens de bekende wetten in de natuurkunde, scheikunde en biologie. Aanhangers van deze theorie vallen buiten het wetenschappelijke discours.

## Biologische transmutatie
In de zestiger jaren beweerde Kervran experimenten uitgevoerd te hebben waaruit zou blijken dat er uitzonderingen zijn op de wet van behoud van massa in biologische systemen, in het bijzonder gedurende de vorming van eierschillen. Zijn conclusie was dat organismes kalium kunnen transmuteren naar calcium middels kernfusie: 39K + 1H = 40Ca. Aangezien biologische systemen geen mechanismes bevatten om de benodigde snelheid, temperatuur en druk te produceren die noodzakelijk zijn om dergelijke reacties mogelijk te maken, zelfs niet voor korte tijdsperiodes, spreekt dit de natuurwetten tegen.
Kervran stelde dat zijn werk werd ondersteund door eerdere studies en door rapporten over industriële incidenten waarbij koolmonoxide betrokken was. Kervran zei dat enzymen de biologische transmutatie faciliteren met behulp van de zwakke kernkracht, middels wat hij noemde de "neutronen stromen." Zijn respons op critici was te stellen dat natuurwetten niet van toepassing zijn op biologische reacties, wat de heersende mening tegenspreekt die stelt dat natuurwetten van toepassing zijn op alle schalen en condities. Kervran's theorieën lijken gebaseerd te zijn op de filosofie van yin en yang. In 1978 stelde filosoof George Ohsawa, de grondlegger van het macrobiotische dieet, dat hij het zelf voor elkaar had gekregen om koolstof in ijzer te veranderen, met zuurstof als yin en koolstof als yang.
De veronderstelde transmutaties lijken op koude kernfusie. Er is momenteel geen geaccepteerd theoretisch model waarbinnen dit mogelijk zou zijn.
In 1993 ontving Kervran de parodische Ig Nobelprijs voor zijn "onwaarschijnlijke onderzoek" naar biologische transmutatie. De omschrijving van de prijs noemde hem als een "bewonderaar van de alchemie."

## Boeken
In het Frans:
- Transmutations Biologiques: Métabolismes Aberrants de l'Azote, le Potassium et le Magnésium (1962) Paris : Librairie Maloine S.A. (2nd ed. 1963, 3rd ed. 1965)
- Transmutations naturelles non radioactives ; une propriete nouvelle de la matiere Paris : Librairie Maloine, (1963)
- Transmutations à la faible énergie : synthèse et développements (1964) Paris : Maloine
- A la découverte des transmutations biologiques : une explication des phénomènes biologiques aberrants (1966) Paris : Le Courrier du livre
- Preuves Relatives à l'Existence des Transmutations Biologiques (1968) Paris : Librairie Maloine S.A.
- Transmutations biologiques en agronomie (1970) Paris : Librairie Maloine S.A.
- Preuves en géologie et physique de transmutations à faible énergie (1973) Paris : Maloine ISBN 2-224-00053-7
- Preuves en biologie de transmutations à faible énergie (1975) Paris, Maloine, S.A. ISBN 2-224-00178-9, (2nd edition, 1995).
- Transmutations Biologique et Physique Moderne (1982) Paris : Librairie Maloine S.A.

Engelse vertalingen:
- Biological Transmutations C. Louis Kervran, translation and adaptation by Michel Abehsera, 1989, 1998 (first published in 1972) ISBN 0-916508-47-1 (extract of three of Kervran's books)
- Biological transmutations, revised and edited by Herbert & Elizabeth Rosenauer, London, Crosby Lockwood 1972 (reprinted by Beekman, New York, in 1998 under ISBN 0-8464-0195-9)
- Biological Transmutation. Natural Alchemy. Louis Kervran and George Ohsawa, George Ohsawa Macrobiotic Foundation, Oroville, California, USA 1971 (reprinted 1975, 1976) 48 pages.

## Meer informatie
- Corentin Louis Kervran: "Hors-d'œuvre", een autobiografisch artikel in Preuves en Biologie de Transmutations a Faible Energie Paris: Maloine S.A., 1975